# Orchestra di fiati della Valtellina
L'Orchestra di fiati della Valtellina (chiamata anche con la sigla OFV o OFdV) è una banda musicale italiana.

## Storia
Nata nel 1991 ad opera di Lorenzo Della Fonte, l'orchestra ha al suo attivo più di 150 concerti, di cui 20 in sei paesi europei. Possiede un repertorio di oltre 120 brani di trascrizioni di musica sinfonica e operistica, ma soprattutto di brani originali per fiati. Ha vinto numerosi premi internazionali, tra cui premi ai festival di Kerkrade, di Altea e il Flicorno d'oro già nei primi anni dalla sua nascita.

## Collaborazioni
- Giorgio Gaslini (per il quale ha registrato il cd Sinfonia delle valli) [3]
- Il quintetto jazz di Maurizio Giammarco e Fabrizio Bosso, con Massimo Colombo, Christian Meyer e Valerio Della Fonte [4]
- Jacques Mauger, Fabrizio Meloni e Fabrizio Di Rosa [5]
- Società del quartetto di Milano, per la quale ha tenuto tre concerti al teatro Dal Verme [6]
- Diego Dini Ciacci
- Gabriele Cassone e Corrado Colliard (con i quali ha inciso il CD Salute From Italy) [7]

## Discografia
- 2000 - Symphonie Funèbre et triomphale (per Agorà, con musiche di Berlioz, Milhaud e Satie)
- 2000 - Opéra Promenade (per Agorà, con trascrizioni di sinfonie di Bellini, Donizetti, Rossini e Verdi)
- 2001 - Storm Journeys (per Stormworks, con musiche di Stephen Melillo)
- 2001 - Live in Luzern (Animando)
- 2004 - Salute from Italy (per Mirasound, con brani per banda originali di autori italiani)
- 2006 - Sinfonia delle valli (per Mirasound, sinfonia di Giorgio Gaslini)
- 2012 - Bluebird's Flight - I fiati incontrano il jazz (per AI Music, con Maurizio Giammarco, Fabrizio Bosso, Massimo Colombo, Valerio Della Fonte e Christian Meyer)